# IPE-Formstahl-Träger

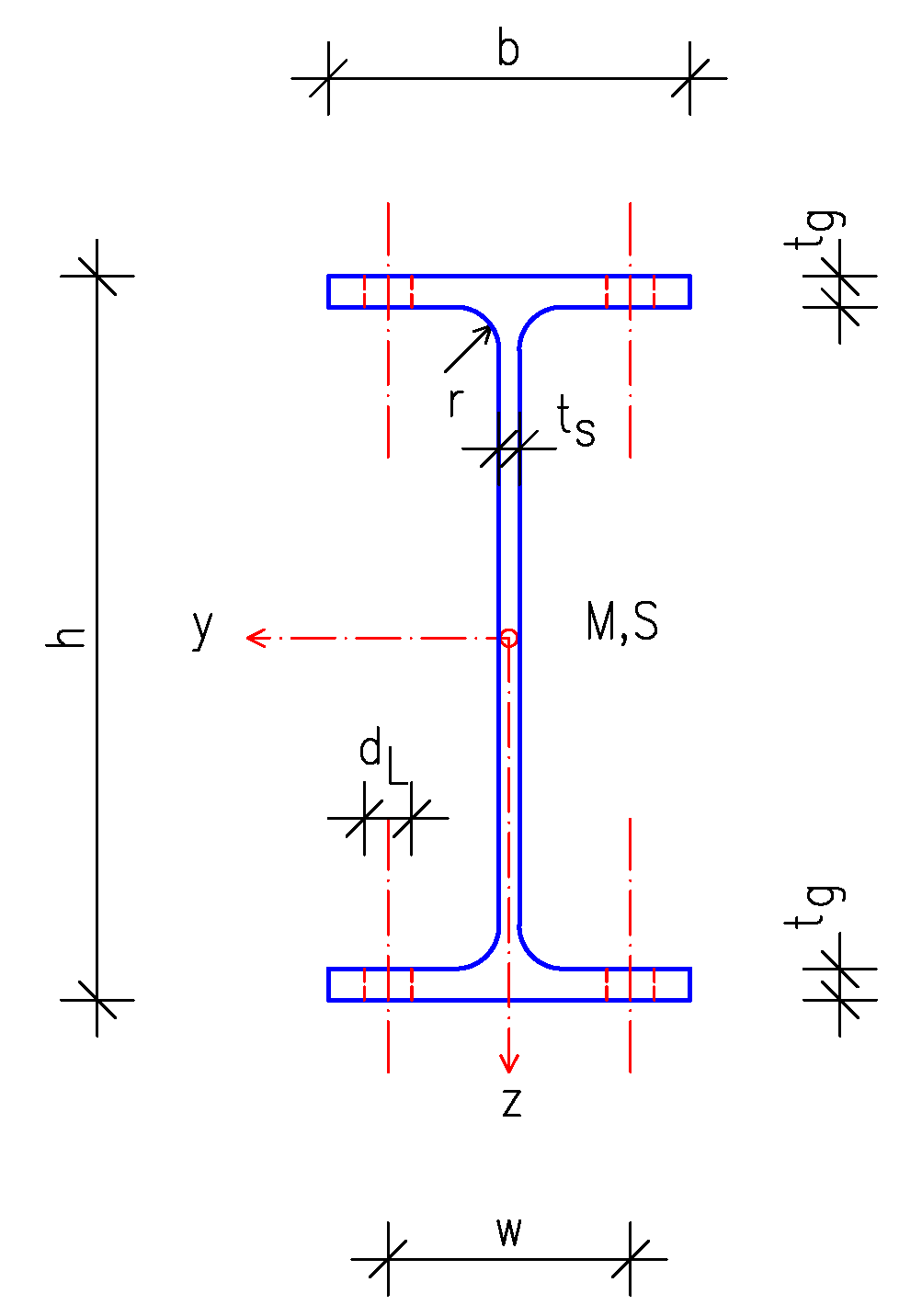
Schnitt durch ein IPE-Profil

IPE-Formstahl-Träger oder schlicht nur IPE sind Profilstähle. Die Träger werden auch IPE-Profile genannt. Weitere übliche Bezeichnungen sind PE oder nur E für diese Träger.
Die Träger wurden nach dem Zweiten Weltkrieg von einem französischen Walzwerk zum ersten Mal gewalzt als Nachfolger von INP-Profilen. 1954 wurde von der EGKS die Initiative unternommen, IPE-Profile zu normieren, und 1957 kam die erste Norm heraus.
Die Bezeichnung IPE steht für
- den Buchstaben I, welcher an die Form erinnert
- P für parallel
- E für Europa.[2] IPE-Profile dienen als Grundlage für WPE-Wabenträger.[3] Es gibt IPE-Profile von IPE 80 bis IPE 600.[4]

Dann gibt es noch spezielle IPE-Profile mit den Bezeichnungen
- IPE 750 x 137
- IPE 750 x 147
- IPE 750 x 173
- IPE 750 x 196.

Sie sind jedoch nicht im allgemeinen Stahlhandel erhältlich, sondern werden vom Stahlwerk direkt geliefert.
In Großbritannien wurden anstatt IPE-Trägern die Universal Beams eingeführt, welche abweichende Dimensionen haben.